# Estación de Parque de Santa María
Parque de Santa María es una estación de la Red del Metro de Madrid en España perteneciente a la línea 4, situada bajo la calle de Santa Virgilia, en el barrio de Pinar del Rey (distrito Hortaleza).

## Historia y características
La estación se abrió al público el 15 de diciembre de 1998 desde Mar de Cristal con la ampliación de la línea 4 hasta esta estación, siendo cabecera de línea hasta el 11 de abril de 2007, cuando la línea 4 se prolongó hasta la estación de Pinar de Chamartín, para enlazar en esta última la línea 1 y la línea 4 del Metro de Madrid y la línea ML-1 de Metro Ligero.
La estación permaneció cerrada desde el 13 de enero y el 10 de marzo de 2020 por obras en la línea. Existió un Servicio Especial gratuito de autobús que sustituía el tramo Avenida de América - Pinar de Chamartín con parada en las inmediaciones de la estación.
El acceso a la estación consiste en dos accesos clásicos y del ascensor. La estación se distribuye en dos niveles: vestíbulo y andenes. Dispone de escaleras mecánicas que comunican los andenes con el vestíbulo (pero no con la calle) y ascensores, lo que permite que la estación sea accesible para personas con movilidad reducida.
Si se mira al túnel en dirección a Pinar de Chamartín, se podrá ver que este se bifurca, el primero se dirige hacia Hortaleza, mientras que el segundo hacia el depósito de trenes.

## Accesos
Vestíbulo Parque de Santa María
- Santa Virgilia C/ Santa Virgilia, 1
- Los Arcos C/ Los Arcos, 3
- Ascensor C/ Santa Virgilia, s/n

## Líneas y conexiones

### Metro
| << cabecera | < estación  | línea | estación > | cabecera >>        |
| ----------- | ----------- | ----- | ---------- | ------------------ |
| Argüelles   | San Lorenzo |       | Hortaleza  | Pinar de Chamartín |

### Autobuses
| Diurnos   |           |                                               |
| Línea     | Destino   | Parada                                        |
| 107       | Hortaleza | 1851 PARQUE SANTA MARÍA (C/ Santa Susana, 8)  |
| 9         | Sevilla   | 2041 PARQUE SANTA MARÍA (C/ Santa Susana, 33) |
| Nocturnos |           |                                               |
| Línea     | Destino   | Parada                                        |
| N2        | Cibeles   | 1851 PARQUE SANTA MARÍA (C/ Santa Susana, 8)  |